# Sachigo River
Der Sachigo River ist ein linker Nebenfluss des Severn River im Kenora District in der kanadischen Provinz Ontario.
Der Sachigo River hat seinen Ursprung im Pasateko Lake. Er fließt in nordöstlicher Richtung zum Sachigo Lake. Den See verlässt der Fluss am Nordufer wieder und fließt weiter zum nördlich gelegenen Little Sachigo Lake. Anschließend fließt der Sachigo River in nordöstlicher Richtung. Im Unterlauf nimmt der Fluss den Wapaseese River von rechts und den Beaver Stone River von links auf. Nach einer Strecke von 380 km mündet der Sachigo River linksseitig in den Severn River. Das Einzugsgebiet umfasst am Pegel unterhalb des Beaver Stone River 21.100 km². Der mittlere Abfluss beträgt 144 m³/s. 